# Rối loạn sử dụng benzodiazepine
Rối loạn sử dụng benzodiazepine (tiếng Anh: Benzodiazepine use disorder; misuse hoặc abuse nghĩa là lạm dụng) là việc sử dụng benzodiazepine mà không có toa thuốc, thường dùng để giải trí, có nguy cơ cao bị nghiện, cai nghiện và những ảnh hưởng lâu dài. Khi một người sử dụng benzodiazepine để giải trí, họ thường được uống bằng miệng, nhưng đôi khi benzodiazepine được xịt mũi hoặc tiêm tĩnh mạch. Sử dụng nó tạo ra những ảnh hưởng tương tự như tình trạng say rượu.
Trong các bài kiểm tra về pentobarbital trên bầy khỉ Rhesus, benzodiazepine đã tạo ra những ảnh hưởng tương tự như barbiturate. Trong một nghiên cứu năm 1991, triazolam có tỉ lệ uống cao nhất trong số bầy khỉ đầu chó được huấn luyện, trong số năm chất benzodiazepine được khảo sát gồm: alprazolam, bromazepam, chlordiazepoxit, lorazepam và triazolam. Một nghiên cứu năm 1985 cho thấy triazolam và temazepam duy trì tỉ lệ tự tiêm cao hơn so với các loại benzodiazepine khác. Một nghiên cứu của Anh 1991–1993 phát hiện rằng các chất gây ngủ là flurazepam và temazepam độc hại hơn so với các loại benzodiazepine trung bình khi dùng quá liều. Một nghiên cứu năm 1995 cho thấy temazepam được hấp thụ nhanh hơn và oxazepam được hấp thụ chậm hơn so với các benzodiazepine khác.